# غريتشين ميريل
غريتشين ميريل (بالإنجليزية: Gretchen Merrill)‏ هي متزلجة فنية أمريكية، ولدت في 2 نوفمبر 1925 في بوسطن في الولايات المتحدة، وتوفيت في 22 أبريل 1965 في Windsor, Connecticut ‏ في الولايات المتحدة.

## وصلات خارجية
- غريتشين ميريل على موقع اللجنة الأولمبية الدولية (الإنجليزية)
- غريتشين ميريل على موقع أوليمبيديا (الإنجليزية)